# Place des Victoires
Place des Victoires (Plac Zwycięstw) to plac wytyczony na planie koła, położony w Paryżu, w niewielkiej odległości na północny wschód od Palais Royal, na granicy między 1. a 2. dzielnicą. Place des Victoires znajduje się u zbiegu sześciu ulic - kolejno od zachodu zgodnie z ruchem wskazówek zegara są to: Rue de la Feuillade, Rue Vide Gousset, Rue d'Aboukir, Rue Étienne Marcel, Rue Croix-des-Petits-Champs i Rue Catinat. Stanowi jeden z tzw. "Placów Królewskich" w Paryżu.

## Historia
Na środku Place des Victoires znajduje się pomnik konny ku czci króla Ludwika XIV , upamiętniający traktaty z Nijmegen zawarte w latach 1678-79. Marszałek Francji, François de la Feuillade, wicehrabia d'Aubusson, z własnej inicjatywy zburzył stare prywatne rezydencje na tym terenie. Projekt Feuillade został wkrótce przejęty przez Bâtiments du Roi, departament związany z dworem królewskim, a królewskiemu architektowi, Julesowi Hardouinowi Mansartowi, powierzono przeprojektowanie większego kompleksu budynków, zachowując formę pierścienia prywatnych domów i pozwalając wyeksponować majestatyczny posąg triumfującego króla.

### Koncepcja Hardouina-Mansarta
Projekt Hardouin-Mansarta z 1685 r. opierał się na zastosowaniu jednolitych fasad domów okalających plac, w stylu charakterystycznym dla paryskich hôtels particuliers (prywatne miejskie rezydencje). Na pierwszym poziomie zabudowania mają formę wysokich arkad o charakterystycznym boniowaniu. Kolejne dwa piętra wspierają się na nich, separując kolejne okna za pomocą dwukondygnacyjnych pilastrów. Elewację wieńczą skośne dachy mansardowe z łupka, których połacie przerywane są lukarnami wzniesionymi w linii okien niższych kondygnacji.  W momencie odsłonięcia pomnika prace budowlane były wciąż niezakończone, przez pewien czas docelowe fasady budynków były zastąpione elewacjami namalowanymi na płótnie.  Do 1692 r. Place des Victoires został powiązany z sześcioma ulicami o różnych osiach, dla których okrągły plan placu pozwalał na estetyczne ich zakończenie.

### Oryginalna rzeźba Desjardina
Oryginalna statua Ludwika XIV w rzymskim stylu jako władcy koronowanego laurem zwycięstwa i depczącego Cerbera pod stopami, wykonana została z pozłacanego brązu. Stała ona pierwotnie na wysokim, kwadratowym cokole zdobnym w płaskorzeźby i pochwalne inskrypcje. Dodatkowe zdobne figury z brązu umieszczone zostały w rogach rzeźby. Autorem dzieła byłMartin Desjardins , członek zespołu pracującego nad urządzeniem Wersalu i jego ogrodów .

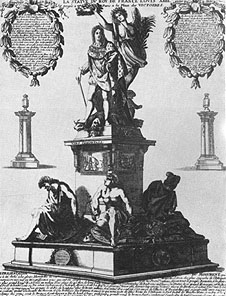
Pomnik Desjardinsa

### Problem Ludwika XIV
W roku 1682 król Ludwik XIV na stałe opuścił Paryż. Jego imperialne ambicje w Europie zostały zrewidowane przez kolejne wojny. Kończący jedną z nich Traktat ryswicki z 1697 r. został nazwany przez wojskowego architekta Vaubana „poniżającą dla króla katastrofą”.  Z kolei Rochelle Ziskin zauważyła, iż „W ciągu XVIII wieku krytycy sugerowali, że arogancja i imperializm przebijające z rzeźby na Place des Victoires mogłyby mieć poważne konsekwencje polityczne i być czynnikiem prowokującym wojnę”. W efekcie wspaniały pomnik, który zaczął wprawiać w zakłopotanie samego Ludwika XIV , został ostatecznie zniszczony w 1792 r., podczas rewolucji francuskiej.

### Czasy współczesne
W 1793 r. plac został przemianowany na Place des Victoires-Nationaux (Plac Zwycięstw Narodowych), a na miejscu zniszczonego posągu wzniesiono drewnianą piramidę. W 1810 roku, za rządów Napoleona I, piramidę zastąpiono nagim posągiem generała Louisa Desaixa. Po abdykacji Napoleona posąg został rozebrany, a jego metal wykorzystano do stworzenia nowego posągu Henryka IV na pobliskim moście Pont Neuf.
W 1828 roku podczas Restauracji Burbonów, król Karol X, zlecił wykonanie istniejącego do dzisiaj posągu konnego, który wyrzeźbił Franciszek Józef Bosio na wzór słynnego jeźdźca z brązu. W rzeźbie ponownie nawiązano do antycznych wzorców, gdyż Ludwik XIV przebrany za cesarza rzymskiego, siedzi na dumnym koniu stojącym na tylnych łapach. Wysoki na dwanaście metrów pomnik otacza żelazne ogrodzenie korespondujące stylem z balustradami otaczających plac budynków.

## Plac dzisiaj

Obecnie w najbliższych placowi zabudowaniach mieszczą się butiki i domy mody, czyniąc okolicę ekskluzywną dzielnicą. Szczególnie znane są butiki projektantów mody Kenzo i Cacharel, jak również salony sieci prêt-à-porter Maje i Zadig et Voltaire. Na samym placu siedzibę ma Niemieckie Forum Historii Sztuki ( Deutsches Forum für Kunstgeschichte ), a Francuski Narodowy Instytut Historii Sztuki mieści się w pobliskiej Galerie Colbert .

## Komunikacja publiczna
Plac jest obsługiwany przez linię metra numer 3 (stacja Bourse - około 350 metrów na północ), oraz 1, 4, 7, 11 i 14 (stacje Les Halles i Châtelet - około 550 metrów na wschód).